# Lucas Pellas
Lucas Kenneth Pellas, född 28 augusti 1995, är en svensk handbollsspelare, som spelar för Montpellier HB och det svenska landslaget. Han är högerhänt och spelar som vänstersexa.

## Klubbkarriär
Lucas Pellas började spela handboll i BK Söder i Stockholm. 9 år gammal bytte han klubb till Hammarby. Tiden i Hammarby var inte framgångsrik, han satt mest på bänken och fick ingen speltid. 2016 bytte han klubb till Lugi, och utvecklades då mycket och blev en av de bättre spelarna i Handbollsligan. 2017/18 blev han 76:a i skytteligan, 2018/19 blev han 14:e och 2019/20 blev han trea, vilket avspeglar hans utveckling som spelare. Säsongen 2018/19 blev han uttagen i Handbollsligans All-star team som bäste vänstersexa, och så även säsongen 2019/20. Han är snabb kontringsspelare, och har god variation i sina avslut med lobbar, flipplobbar och skott med precision. 
År 2020 skrev han på ett 3-årigt kontrakt med Montpellier HB. I december 2022 förlängdes kontraktet med tre år, till sommaren 2026.

## Landslagskarriär
Pellas gjorde landslagsdebut 2019 mot Japan, och spelade 6 landskamper med 17 mål före EM 2020, som blev hans mästerskapsdebut. Han var sedan med och tog silvermedalj i VM 2021 i Egypten, och deltog i OS 2020 i Tokyo. Han blev uttagen till att delta i EM 2022, men på grund av att han testade positivt för Covid-19 innan mästerskapet var han inte med i den slutgiltiga truppen. Under mästerskapets gång blev han sedan inkallad efter covidsmitta i truppen, och han var med och tog EM-guld. Han deltog i VM 2023. Han var med och tog bronsmedalj i EM 2024.

## Meriter
Med klubblag
- European League:
  -  2025
- Coupe de France:
  -  2025
  -  2021 och 2023

Med landslag
- EM 2022 i Ungern och Slovakien
- VM 2021 i Egypten
- EM 2024 i Tyskland

Individuella utmärkelser
- All-star team Handbollsligan: 2018/19, 2019/20
- Årets komet i Svensk handboll 2020